# The Wanderer (pel·lícula de 1913)
The Wanderer és un curtmetratge mut de la Biograph dirigit per D. W. Griffith i interpretat per Henry B. Walthall, Christy Cabanne i Kate Bruce entre d'altres. La pel·lícula, que és una re-elaboració de “Pippa Passess” (1909), es va estrenar el 3 de maig de 1913.

## Argument
La pel·lícula és una fantasia poètica en la que un rodamón prefereix desvetllar, a través de la seva flauta, els errors que la gent està a punt de cometre i així millorar el món pel que passa durant uns deu anys. Reconcilia uns amants, evita que una noia enfadada llenci un crucifix, i evita que un parell d'adúlters assassini el marit d'ella.

## Repartiment
- Henry B. Walthall (el rodamón)
- Charles Hill Mailes (el pare)
- Christy Cabanne (el germà)
- Kate Bruce (la dona gran)
- Lionel Barrymore (l'enamorat)
- Claire McDowell (l'enamorada)
- Mae Marsh (l'altra filla)
- Kate Toncray (l'altre mare)
- Frank Opperman (l'altre pare)
- John T. Dillon (el mercader)
- Walter Miller (l'altre home)
- Adolph Lestina
- Charles West (el frare)